# INCOSE Pioneer Award
INCOSE Pioneer Award é um prêmio anual para pessoas que fizeram contribuições pioneiras significativas na área de engenharia de sistemas, concedido pelo International Council on Systems Engineering (INCOSE).

## Recipientes
Fonte:
- 1997: Simon Ramo
- 1998: Derek Hitchins
- 1999: Eberhardt Rechtin
- 2000: Wolt Fabrycky, Benjamin S. Blanchard
- 2001: Harold Mooz, Kevin Forsberg
- 2002: Andrew Sage
- 2003: Albert Wayne Wymore
- 2006: Philip M'Pherson
- 2007: John Nelson Warfield
- 2008: Peter Checkland
- 2009: Lui Pao Chuen
- 2010: Julian M. Goldman[2]
- 2011: Azad Madni,[3] Xue-Shen Qian
- 2012: Jung Uck Seo
- 2015: Norman Ralph Augustine
- 2016: Harold Lawson
- 2017: Hans Mark
- 2018: Suresh B. N.
- 2019: Barry Boehm